# 圣皮埃尔德雅尔
圣皮埃尔德雅尔（法語：Saint-Pierre-de-Jards，法語發音：[sɛ̃ pjɛʁ də ʒaʁ]）是法国安德尔省的一个市镇，位于该省东北部，属于伊苏丹区。

## 地理
圣皮埃尔德雅尔（47°5'51"N, 1°57'59"E）面积18.01 平方千米，位于法国中央-卢瓦尔河谷大区安德尔省，该省份为法国中部省份，北起卢瓦-谢尔省，西北接安德尔-卢瓦尔省，西南接维埃纳省，南至克勒兹省和上维埃纳省，东临谢尔省。
与圣皮埃尔德雅尔接壤的市镇（或旧市镇、城区）包括：谢里、马赛、诺昂昂格拉赛、日鲁、吕赛勒利布尔、勒伊。

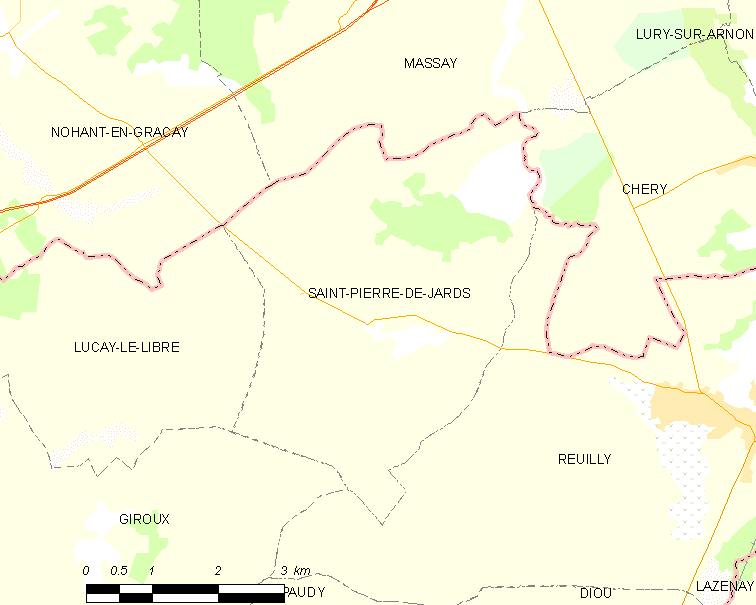
圣皮埃尔德雅尔的OSM定位图

圣皮埃尔德雅尔的时区为UTC+01:00、UTC+02:00（夏令时）。

## 行政
圣皮埃尔德雅尔的邮政编码为36260，INSEE市镇编码为36205。

## 政治
圣皮埃尔德雅尔所属的省级选区为勒夫鲁县。

## 人口

1962-2008年间圣皮埃尔德雅尔人口变化图示

圣皮埃尔德雅尔于2022年1月1日时的人口数量为98人。